# 莱尼·布鲁斯
莱昂纳德·阿尔弗雷德·施耐德（1925年10月13日—1966年8月3日）, 艺名莱尼·布鲁斯（Lenny Bruce），是一位美国单口喜剧演员、社会批评家与讽刺作者，以开放、即兴、具有批判性的喜剧风格而闻名。他的喜剧包含政治、宗教、性、讽刺内容、粗俗内容等元素。 他在1964年的一次淫秽审判中被定罪后，于2003年被纽约州州长乔治·保陶基（George Pataki）死后追赦，这是纽约州历史上的首例。
布鲁斯为六〇年代的反文化喜剧家铺平了道路。他的淫秽审判案被视为美国言论自由史上的标志性事件之一。2017年，《滚石》杂志所评选的世上最伟大的五十名单口喜剧演员中，布鲁斯名列第三位（仅次于弟子理查德·普赖尔和乔治·卡林）。